# 大羽叶鬼针草
大羽叶鬼针草（学名：Bidens radiata）是菊科鬼针草属的植物。分布于欧洲、朝鲜、俄罗斯、日本以及中国大陆的黑龙江、吉林等地，生长于海拔400米至600米的地区，见于沼泽以及河边湿地，目前尚未由人工引种栽培。